# Neues Rathaus (Klagenfurt am Wörthersee)

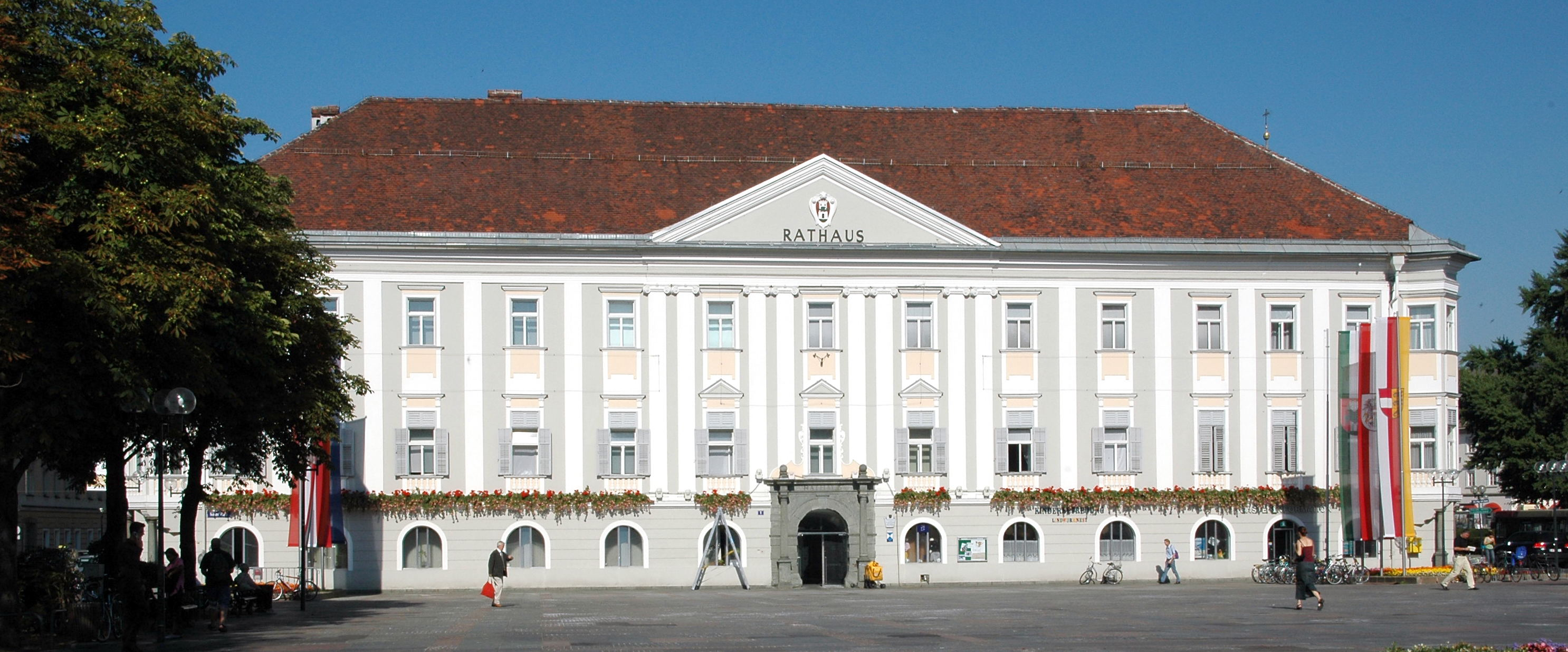
Neues Rathaus, Klagenfurt, Schauseite zum Neuen Platz (2006)

Das Neue Rathaus, ehemals Palais Rosenberg, auf dem Neuen Platz ist seit dem Jahr 1918 das Rathaus von Klagenfurt am Wörthersee. 

## Geschichte
Auf dem Grundstück des heutigen Rathauses erbaute der damalige Sekretär des Landeshauptmannes Paul Fertig in den Jahren 1580 bis 1582 ein Haus. Seine Witwe verkaufte es im Jahr 1602 an den Gurker Dompropst. Im Jahr 1616 kam es an das Domkapitel. Beim Stadtbrand im Jahr 1636 wurde das Gebäude zerstört. Fürstbischof Lodron verkaufte die Ruine im Jahr 1650 an Johann Andreas von Rosenberg. Dieser errichtete das heutige Palais. Ein Brand im Jahr 1700 verursachte erneut Zerstörungen, aber das Palais wurde wieder instand gesetzt. Im frühen 19. Jahrhundert wurden die Fassaden klassizistisch umgestaltet, wobei das Renaissance-Portal erhalten blieb. Am 1. November 1918 tauschte die Familie Rosenberg das Palais gegen das Alte Rathaus und überließ ihr Palais der Stadtgemeinde.

## Baubeschreibung

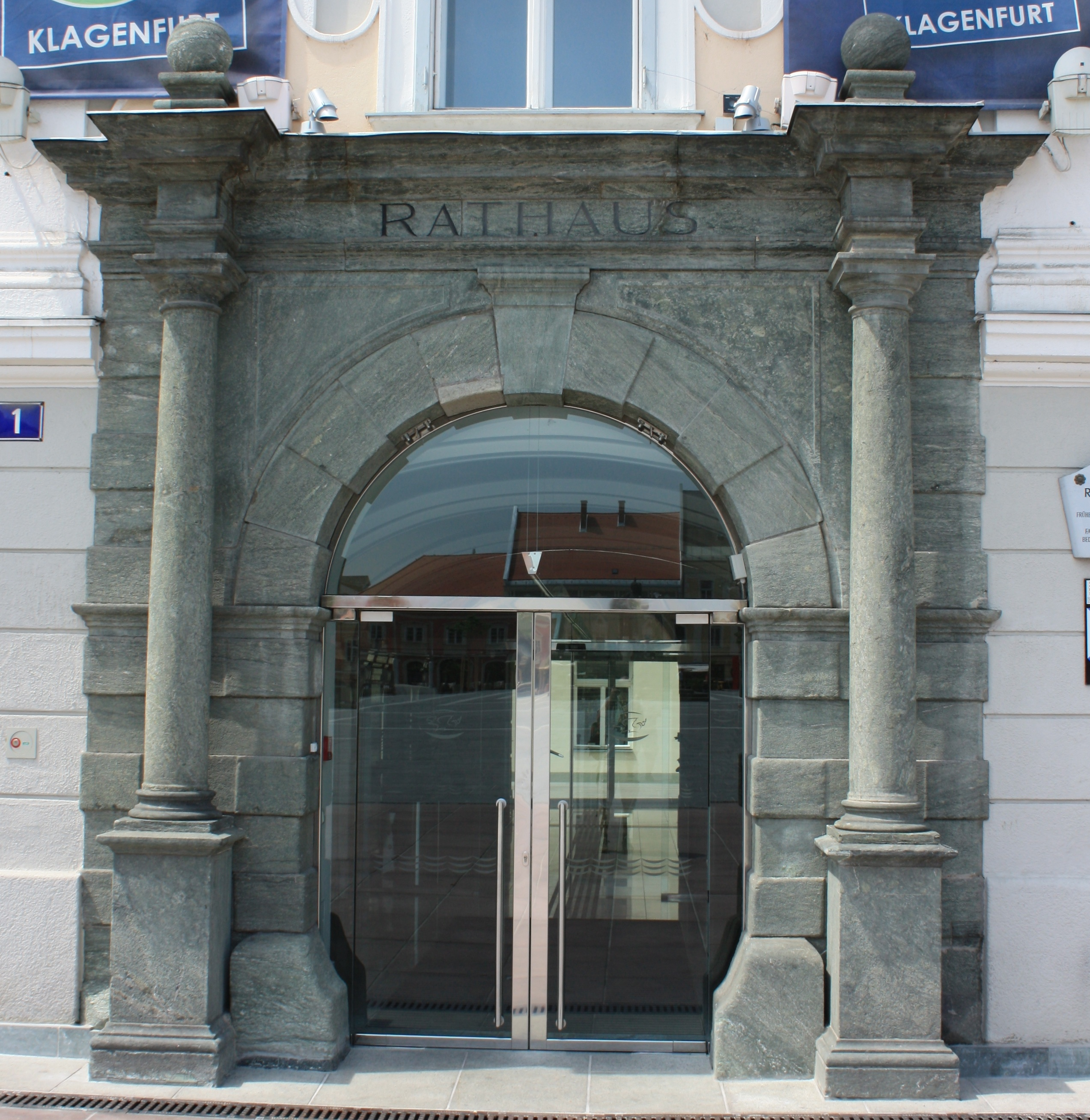
Renaissance-Portal aus Chloritschiefer

Das Gebäude nimmt die gesamte westliche Schmalseite des Neuen Platzes ein. Es ist 15 Fensterachsen lang, sieben Fensterachsen breit und drei Geschoße hoch. In der Mitte der Platzseite befindet sich das Rustikaportal aus dem 16. Jahrhundert. Es ist ein rechteckig umfasstes Rundbogenportal aus dem für Klagenfurt charakteristischen Chloritschiefer. Seitlich sind Säulen vorgestellt, auf dem Architrav sitzen über den Säulen Kugeln. Die Erker an den Gebäudeecken stammen ebenfalls aus der Renaissance und sind typisch für Klagenfurts Herrenhäuser aus dem 16. Jahrhundert. 
Das Gesims im Erdgeschoß ist horizontal gerillt und wird vom Portal durchbrochen. Die Fassade besitzt bandartige Pilaster, diese gehen ohne Kapitell in ein bandartiges Gesims über. Die Fassade ist von einem Dreiecksgiebel bekrönt, der drei Fensterachsen breit ist. In diesem Mittelrisalit ist die Fassade durch Doppel-Pilaster gegliedert, die ionisierende Kapitelle tragen. Hier haben die Fenster des Hauptgeschoßes Dreiecksgiebel, während alle anderen Fenster waagrechte Überdachungen besitzen, die von kleinen Konsolen getragen werden. Die Fensterparapete im ersten Stock bestehen aus reliefierten Balustergeländern, die im zweiten Stock sind durch unterteilte Putzfelder mit den unteren Fenstern verbunden.
Die Vorhalle ist flachtonnig überwölbt. Im Inneren führt eine doppelläufige Stiege aus niedrigen, breiten Stufen mit Pilastergeländer aus Chloritschiefer in den ersten Stock. Das Stiegenhaus erinnert an die Stiegen im Landhaushof.